# Ernest Rutherford
Ernest Rutherford, Nelson bárója (Brightwater, 1871. augusztus 30. – Cambridge 1937. október 19.) új-zélandi születésű brit fizikus, az atomfizika egyik megalapítója, a róla elnevezett atommodell kidolgozója. A radioaktív sugárzáson belüli alfa- és béta-sugárzás felfedezéséért 1908-ban kémiai Nobel-díjat kapott.

## Tanulmányai
Új-Zéland Déli-szigetén született egy 12 gyermekes család negyedik gyermekeként. Apja, James Rutherford, Skóciából kivándorolt földműves volt, anyja Martha Thompson Angliából kivándorolt tanítónő. A család hamarosan átköltözött a szomszédos Foxhillbe, és a fiú ott járt általános iskolába. Az állami iskola elvégzése után a lehetséges 600 pontból 580-at szerezve ösztöndíjat nyert a Nelson Collegiate School magániskolába, ahol majdnem minden tárgyban kitűnt eredményeivel, de leginkább (tíz éves kora óta) a fizika érdekelte. 1890-ben ösztöndíjat nyert a fővárosi Canterbury College-ba, a mai új-zélandi Canterbury Egyetem elődjébe. 19 évesen beleszeretett szállásadónőjének lányába, Mary Newtonba. A B.A. fokozat megszerzése után egy újabb ösztöndíjjal 1893-ban fejezte be az M.A. képzést úgy, hogy évfolyamelső lett matematikából és fizikából.
Doktori értekezését arról írta hogyan mágneseződik a vas nagy frekvenciájú elektromágneses hullámok hatására. Abban az időben ugyanis a tudósok — köztük maga Hertz is — egyetértettek abban, hogy a Hertz-oszcillátorral gerjesztett nagy frekvenciájú váltóáram nem teszi mágnesessé a vasat. Rutherford azonban az egyetem egy nyirkos alagsori helyiségében megépítette a saját oszcillátorát, és egy szellemes kísérlettel bizonyította, hogy a közfelfogás téves. Emellett felismerte, hogy a megfelelő antennával felfogott és huzaltekercsbe vezetett rádióhullámokkal nagy frekvenciás áramokat lehet kelteni egy köteg mágnesezett tűben — eközben a tűk kissé demagnetizálódtak. Dolgozatával a fizikai mellett a matematikai doktorátust is kiérdemelte, felfedezéseinek jutalmául pedig úgynevezett 1851-es világkiállítási ösztöndíjat kapott a Cambridge-i Egyetemre, ahová 1895-ben utazott el, hogy a Cavendish Laboratóriumban kutathasson. Anglia leghíresebb fizikai kutató laboratóriumát ekkor a későbbi Nobel-díjas Joseph John Thomson vezette. Elutazása előtt eljegyezte Mary Newtont, és megígérte neki, hogy amint helyzete Angliában stabilizálódik, feleségül veszi.

## Pályája, felfedezései

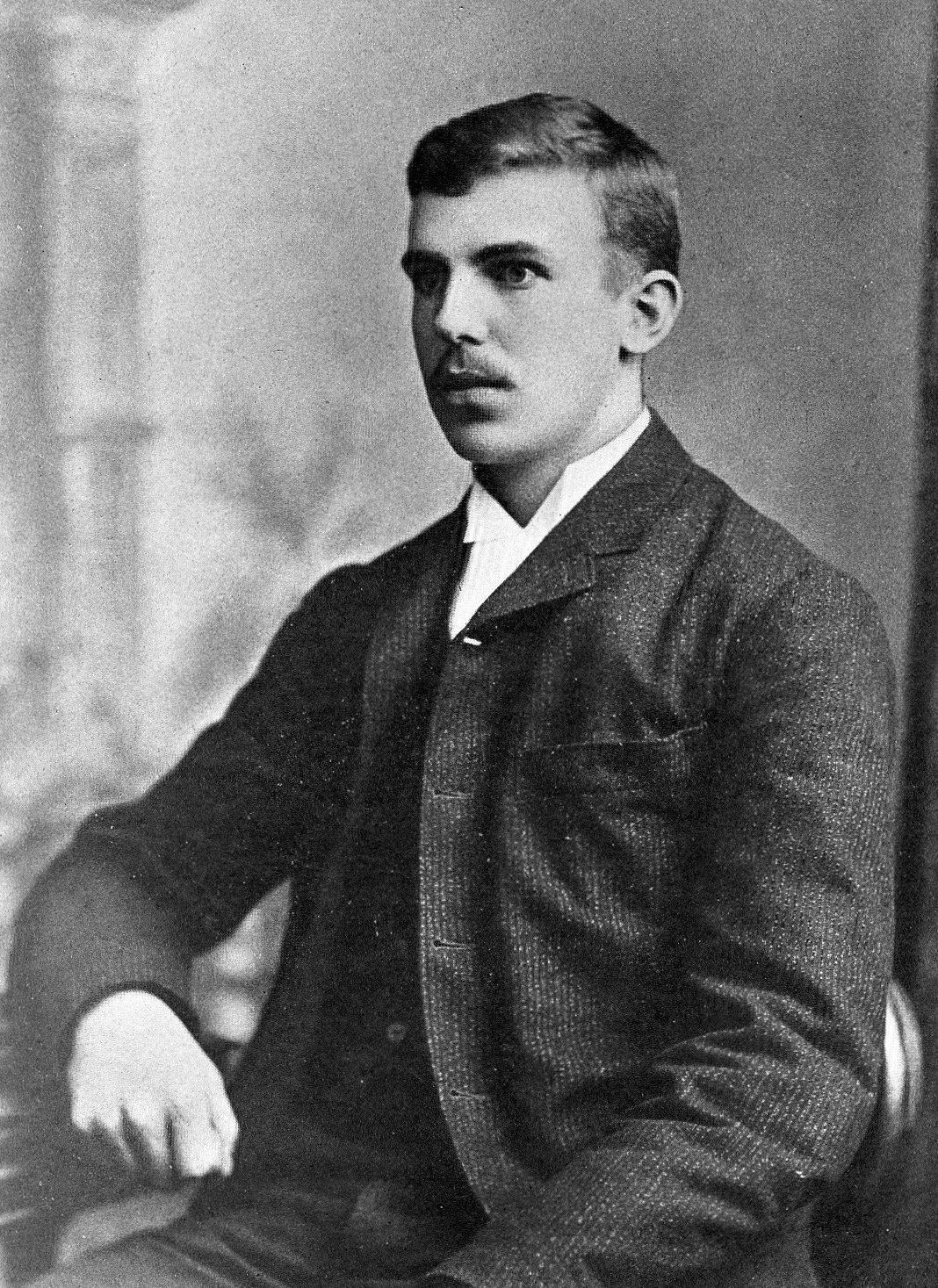
A 21 éves Rutherford

Mire megérkezett Cambridge-be, már szerkesztett egy újfajta, érzékeny detektort, amivel messziről ki lehetett mutatni a rádióhullámokat — gyakorlatilag ez volt ez első vevőkészülék, néhány hónappal Guglielmo Marconi találmánya előtt. Sikeresen létesített rádiókapcsolatot a laboratórium és az attól három kilométerre lévő csillagvizsgáló között. Eredményeit az azokat nagy elismeréssel értékelő  J.J. Thomson ajánlására 1896. június 18-i ülésén ismertette. Ez lett harmadik publikációja: Az elektromos hullámok mágneses detektálása és annak néhány alkalmazása (A magnetic detector of electrical waves and some of its applications).
Eközben két fontos esemény keltette fel számos fizikus figyelmét, egyrészt 1895-ben nem egészen két hónappal Rutherford Cavendish-be érkezése után Wilhelm Conrad Röntgen felfedezte a később róla elnevezett sugárzást; utána 1896-ban Henri Becquerel pedig azt, hogy az urán vegyületei maguktól, minden beavatkozás nélkül ugyancsak meglehetősen átható sugárzást bocsátanak ki.

### Az alfa- és béta-sugárzás
Ernest Rutherford azonnal felismerte mindkét felfedezés jelentőségét, és a laboratórium fő kutatási témájává a röntgen- és az „uránsugárzás”, azaz a radioaktivitás vizsgálatát tette.
1898-ban kezdett ezekkel a témákkal foglalkozni. Az urán (valamint a tórium) sugárzásában sikerült is elkülönítenie két típust, amelyeket alfa-, illetve béta-sugárzásnak nevezett el. (Amikor a francia Paul Villard 1900-ban felfedezte a radioaktivitás egy harmadik típusú sugárzását, annak Rutherford nevezéktanát megtartva a gamma-sugárzás nevet adta.) Bár szakmailag szép sikereket ért el, egzisztenciális okokból (szeretett volna megnősülni) úgy döntött, hogy elhagyja a laboratóriumot, mert ott nem látott lehetőséget az előrelépésre.
Pályázaton elnyerte a tanszékvezető professzor állását a kanadai Montréal McGill Egyetemén (ahol egy kanadai dohánynagykereskedő adományából korszerű fizikai laboratóriumot építettek és új professzori állásokat hoztak létre). „A McGill Egyetemnek jó híre van, ötszáz font nem túl rossz, és a fizika laboratórium a maga nemében a világ legjobbja, úgyhogy nincs okom panaszra” — írta anyjának.
1898 végétől Montréalban folytatta kísérleteit, majd ott hozta nyilvánosságra azok eredményeit. Tanítványaival számos jelentős felfedezést értek el. Egyik munkatársa, Robert Bowie Owens felfedezte a „tórium-emanációnak” elnevezett gázt, ami később a radon 220-as izotópjának (220Rn) bizonyult — a felfedezést 1900-ban hozták nyilvánosságra. Ez volt az első olyan radioaktív anyag, aminek sugárzása az abban az időben meglévő műszerekkel is érzékelhetően csökkent. Rutherford 1900-ban kimutatta, hogy a csökkenés exponenciális, és jellemzésére bevezette a felezési idő fogalmát. 1900–1901-ben (nagyjából akkor, amikor Pierre Curie is) Robert Kenning McClunggal végzett ionizációs kísérletei alapján kiszámította a rádium által kibocsátott alfa-sugárzás energiáját.
Közben hazautazott Új-Zélandra, hogy feleségül vegye Mary Newtont. Egyetlen lányuk, Eileen 1901-ben született.
Montréalba visszatérve kezdett együttműködni Frederick Soddy kémikussal. Megállapították, hogy a „tórium-emanáció” nem közvetlenül a tóriumból keletkezik, hanem egy köztes termékből, amit átmenetileg „tórium-X-nek” neveztek el. Megállapították, hogy a tórium, a „tórium-emanáció” és a „tórium-X” (ami a rádium volt) három különböző kémiai elem (a tórium bomlási sorának további tagjait Rutherford egyik tanítványa, Otto Hahn fedezte fel – a radiotórium munkanevűt még Montréalban, a többit Németországba visszaköltözése után).
1902-ben Frederick Soddyval közösen publikálta a londoni Philosophical Magazine ban a radioaktív bomlás elméletét, (bár az annak forradalmi újszerűségétől megrettent kollégái az egyetem tekintélyét féltve megpróbálták megakadályozni annak megjelentetését). Bizonyították, hogy a radioaktív elemek a bomlás hatására más elemekké alakulnak, és ha azok is radioaktívak, bomlásuk eredménye ismét egy új elem lesz — és ezek az elemek ún. radioaktív bomlási sorok tagjaiként követik egymást. A radioaktív elemek más elemekké átalakulásának kimutatása valósággal lázba hozta a tudományos közvéleményt, egyszer s mindenkorra megalapozva Rutherford hírnevét.

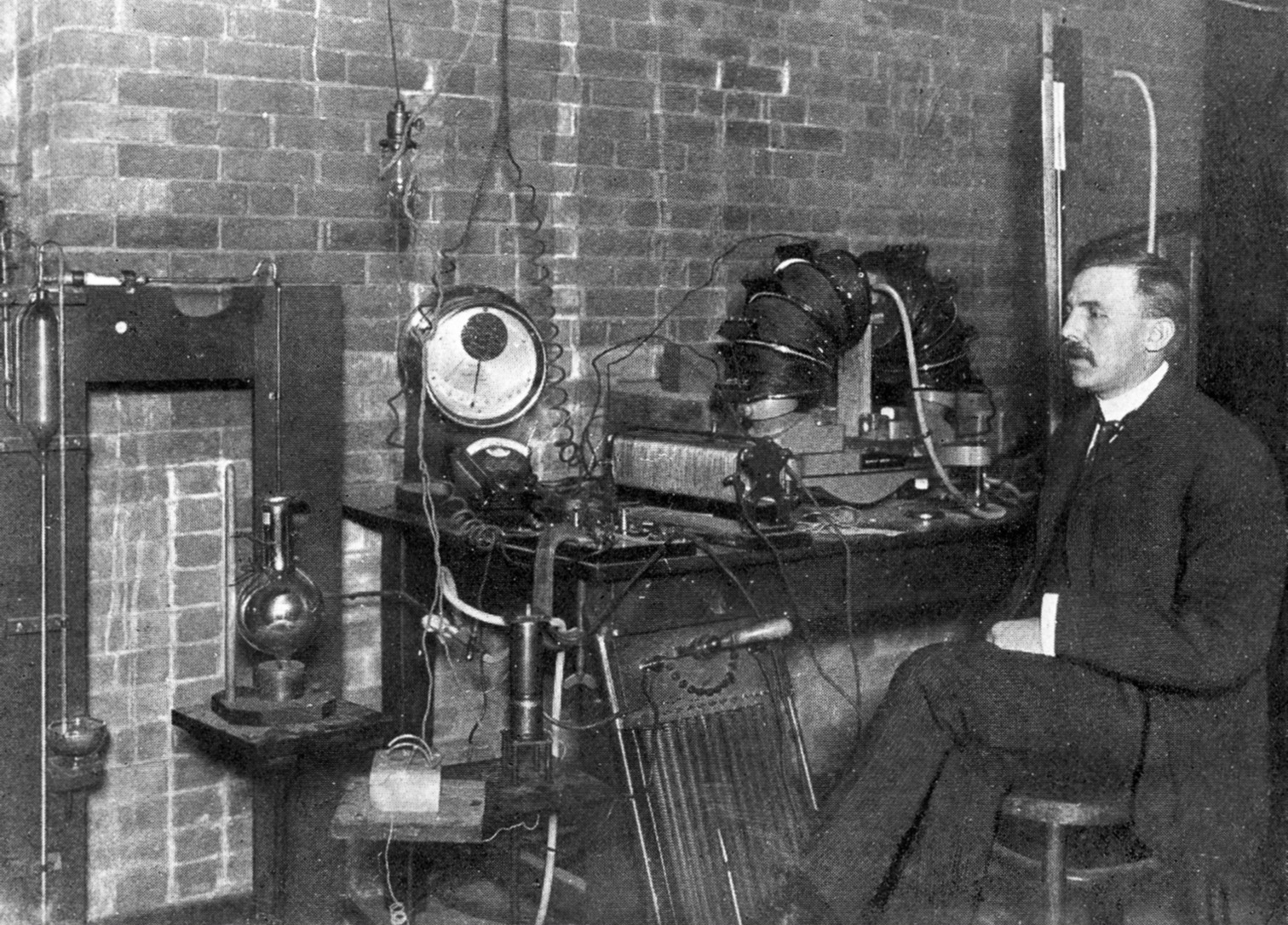
Rutherford a laboratóriumban (1905)

Tovább tanulmányozta az alfa-sugárzást; sikerült a sugarakat elektromos és mágneses térrel is eltérítenie. kimutatta, hogy a béta-sugárzás „a katódsugarakhoz minden tekintetben nagyon hasonló”. Megmérte az alfa-részecskék sebességét (20 000 km/s), és azt tömegükhöz képest elképesztően nagynak találta. Az elektromos töltéseket mérve elsőként becsülte meg a rádiumból másodpercenként kirepülő részecskék számát (amire kb. 100 milliárdot kapott, a helyes érték 36,8 milliárd). Megsejtette, hogy az alfa-részecskék valójában hélium-atommagok. 1903-ban Soddyval kimutatta, hogy a rádiumból folyamatosan hélium keletkezik (feltételezését 1908-ban sikerült véglegesen igazolnia). Ugyancsak 1903-ban (Pierre Curie-vel párhuzamosan) Howard Barnes-szal kimutatta, hogy a radioaktivitás által termelt hő a kibocsátott alfa-részecskék számával arányos – ebből logikusan adódott a következtetés, hogy a hőt az alfa-részecskék keltik, amikor nekiütköznek más atomoknak.
1904-ben valószínűsítette, hogy a radioaktív hőtermelés lehet az oka annak, hogy a Föld nem hűlt ki a lord Kelvin számításaival megállapított idő alatt. Ugyancsak 1904-ben jelent meg első, addigi eredményeit összefoglaló könyve, a Radioaktivitás. Vendégprofesszorként előadott egyebek közt a New Haven-i egyetemen és a Berkeley Egyetemen. 1903 és 1907 között ötször kínáltak föl neki tanszéket különböző amerikai egyetemeken, de egyiket sem fogadta el. Montréali évei alatt – egyedül, illetve társszerzőkkel – mintegy 50 tudományos dolgozatot publikált.
1905-ben érkezett Montréalba az akkor 26 éves Otto Hahn, hogy Rutherford segítségével tisztázza, mi is tulajdonképpen az általa nem sokkal korábban felfedezett „radiotórium” (ami a rádium egyik izotópjának bizonyult). Közös munkájuk eredményeként felismerték, hogy a tóriumból, a rádiumból és az aktíniumból kilépő részecskék jottányit sem különböznek egymástól. Ezt a munkát folytatva ismerte fel Rutherford 1908-ban, hogy az alfa-részecskék valójában elektromosan töltött hélium-atomok (azaz hélium-ionok). Hahn addigra már (1906-ban) visszautazott Németországba.
1906-ban kezdte behatóan tanulmányozni az atom belső felépítését. Azt ugyanis már 1903-ban sikerült bebizonyítania az különböző anyagokat katódsugarakkal (tehát elektronokkal) bombázó Lénárd Fülöpnek, hogy a Thomson-féle atommodell téves; az atom térfogatának elsöprő többsége üres tér — Lénárd szemléletes hasonlatával: egy köbméter tömör platina által elfoglalt tér voltaképp ugyanolyan üres, mint a csillagközi térség. Rutherford úgy döntött, hogy ő a céltárgyakat nem béta-, hanem alfa-sugarakkal (nem elektronokkal, hanem hélium-atommagokkal, bár ezt akkor még nem tudták) fogja besugározni. A részecskéket szűk résen átbocsátva elég vékony sugarat kapott, és annak nyomát fényérzékeny papíron rögzítette. Amikor a sugár útjába 0,003 mm vastag muszkovitlemezt illesztett, a kép elmosódott, amiből Rutherford rendkívül helyesen arra következtetett, hogy az alfa-részecskék a csillámon áthaladva szóródnak. A szóródás szöge a 2 fokot is elérhette; ez egy ekkora impulzusú részecskénél igen jelentős érték volt. Rutherford számításai szerint százmillió V/cm térerejű elektromos térben szóródnának annyira az alfa-sugarak, mint 1 cm vastag csillámban. „Az ilyen eredmények világosan mutatják, hogy az anyag atomjaiban rendkívüli elektromos erőknek kell lakozniuk” — állapította meg, és eldöntötte, hogy később behatóan tanulmányozza a problémát.
1907-ben meghívták a Manchesteri Egyetem (Victoria University of Manchester) Langworthy-professzorának, mivel a tisztséget addig viselő Arthur Schuster optikus nyugdíjba vonult. Ezt a meghívást elfogadta, és tavasszal családostól végleg Angliába költözött. Itteni munkájában nagy segítségére volt Schustertől örökölt asszisztense, a fiatal német Hans Geiger, aki később a róla elnevezett Geiger–Müller-számláló egyik feltalálójaként írta be nevét a fizika történetébe. A detektor első változatát, ami már alkalmas volt arra, hogy akár egyetlen alfa-részecske becsapódását is kimutassa, Geiger már Manchesterben megépítette.

### Az atommag felfedezése

A szóródásos kísérlet várható eredménye Thomson, illetve Rutherford atommodellje szerint

1908-ban Rutherford megkapta a Nobel-díjat – méghozzá óriási meglepetésre nem a fizikait, hanem a kémiait. (A díjak odaítélésének, illetve a diszciplínák átjárhatóságának érdekessége, hogy a ma atomfizikaként ismert tudományágat a 20. század hajnalán még a kémiához sorolták: így például Marie Curie 1911-ben ugyancsak kémiai Nobel-díjat kapott a rádium és a polónium felfedezéséért). A manchesteri laboratóriumban utasítására Geiger és fiatalabb tanítványa, Ernest Marsden hozzáfogott a vékony fémlemezeken áthaladó alfa-részecskék szóródásának méréséhez. Erre azért volt szüksége, mert kísérletileg akarta ellenőrizni mestere, J. J. Thomson 1904-ben felállított „mazsolás kalács” (plum pudding) atommodelljét, amely azt tételezte fel, hogy a negatív töltésű elektronok az atom pozitív elektromos közegébe ágyazódnak. A díj átvétele alkalmából mondott beszédében ismertette néhány hónappal korábban tett felfedezését, miszerint az alfa-részecskék valójában hélium-atommagok. Ezt egy tőle megszokott módon elegáns kísérlettel mutatta ki: egy belső, rendkívül vékony falú, tehát az alfa-részecskéket átengedő csövet az ilyen sugarakat kibocsátó argongázzal töltött fel, és magát a csövet egy vastagabb falú csőbe helyezte úgy, hogy abból a lehetőség szerint kiszivattyúzta a levegőt. Pár nap múlva a külső csőben már jól meg lehetett figyelni a hélium színképvonalait.
1909-ben igazolta, hogy az alfa-részecskék elektronfelvétellel héliummá alakulnak, és ezzel igazolta Frederick Soddy és William Ramsay azon állítását, hogy a rádium átalakulásakor hélium keletkezik.
A később Rutherford-kísérlet néven elhíresült méréssor vált Rutherford második csúcsteljesítménye, az atommag felfedezésének alapjává. Gyorsan kiderült, hogy a fémfólián áthaladó részecskék többségének iránya alig vagy egyáltalán nem változik meg, egy kis részüké azonban jelentősen (akár a teljes visszaverődésig) módosul, mintha valamilyen tömör testekről pattantak volna le.
„Ez volt a leghihetetlenebb dolog, ami valaha történt velem — számolt be később arról a pillanatról, amelyben megismerte a kísérlet eredményeit. — majdnem olyan, mintha az ember egy tizenöt hüvelykes ágyúval selyempapírra lőne, és a golyó visszapattanna.”
Az ismeretek értelmezésének meglehetősen vonakodva fogott neki. Tartózkodásának fő oka az volt, hogy az új adatok alapján el kellett vetni mestere, J. J. Thomson atommodelljét.
Az „áthatolhatatlan tartománynak” az anyag teljes térfogatához képest nagyon kicsinek, de nagyon tömörnek kellett lennie. Az is kiderült, hogy a visszaverődés nem valódi ütközés eredménye, hanem az elektromos taszításé.
Rutherford kiszámolta, hogyan kell szóródniuk az alfa-részecskéknek, ha az atom tömegének elsöprő többsége egy viszonylag kis, gömb alakú térrészben foglal helyet. Ez a ma is érvényes „Rutherford-féle szórási képlet”. 1911-ben a kísérletek igazolták a képlet helyességét; ennek alapján alkotta meg saját atommodelljét: a Rutherford-féle atommodellben a negatív töltésű elektronok valami ismeretlen módon a pozitív töltésű atommag körül keringenek, mint a Nap körül a bolygók – az elektronokat azonban nem a gravitáció tartja meg pályájukon, hanem a pozitív töltésű atommag elektromos vonzása (úgy, hogy a mag pozitív töltését éppen kiegyenlíti az elektronok negatív töltése). Ez a modell meglehetősen hasonlított Nagaoka Hantaró japán fizikus 1903-ban publikált, úgynevezett „szaturnuszi” atommodelljéhez, amelyben az elektronok a Szaturnusz gyűrűihez hasonlóan egy síkban keringtek egy kicsiny és nagy tömegű, pozitív töltésű mag körül. Rutherford nem ismerte a Nagaoka-féle modellt (bár személyesen Nagaokát igen), ezért elkövette ugyanazokat a hibákat, amelyek miatt a tudományos közvélemény a „szaturnuszi” modellt egyszer már elutasította:
- nem vette figyelembe azt a tényt, hogy a Szaturnusz gyűrűi azért stabilak, mert a bennük keringő törmelékdarabok vonzzák egymást — az egyaránt negatív töltésű elektronok viszont taszítják egymást, ezért egynél több, azonos pályán keringő elektronnak szét kellett volna szakítania az atomot;[11]
- a mag körüli (magányos) elektronoknak (fékeződésük energiáját fényként kisugározva) spirális pályán a magba kellett volna zuhanniuk.

Ezt a modellt az elrendeződés mikéntjét tisztázva már kvantumelméleti alapon 1912-ben továbbfejlesztette a dán Niels Bohr.
1914. január 1-én a király lovaggá ütötte. Ebben az évben egy konferenciára Ausztráliába utazott, ám közben kitört a világháború, és Rutherfordnak csak nagy kerülővel, Új-Zélandon (itt előadást tartott a christchurchi egyetemen), a Csendes-óceánon, Kanadán és az Atlanti-óceánon át sikerült hazatérnie. A háború alatt nem folytatta magfizikai kutatásait, helyette a német tengeralattjárók észlelésére használható lehallgató készülék tökéletesítésén dolgozott. Ehhez egy angol és francia tudósokból álló csoport élén az Egyesült Államokba utazott, hogy összehangolják az óceán két partján elért eredményeket.
1919-ben végrehajtotta az első mesterséges magátalakítást. Egyszerű kísérleti berendezésekkel dolgozott; bombázó lövedékként a természetes radioaktív anyagok által kibocsátott alfa-részecskéket használta. Ezek a héliummagok olykor eltalálnak egy-egy nitrogénmagot, amibe beleolvadnak és egyúttal kiütnek abból egy hidrogénmagot, azaz protont. A Wilson-ködkamra felvételein a nitrogénmagba ütközés után az alfa-részecskék pályanyomai egy rövid és vastag, valamint egy hosszú és vékony ágra bomlottak. A hosszú nyomot hagyó részecske protonnak, a rövid nyomú 17O magnak bizonyult.
Amikor J. J. Thomson úgy döntött, hogy nyugdíjba vonul és anélkül, hogy Rutherford háború utáni eredményeiről tudott volna, őt hívta meg utódául. Rutherford tehát igazgatóként tért vissza abba a Cavendish Laboratóriumba, ahol annak idején elkezdte pályáját. Itt egész sereg jól képzett, tehetséges fizikus dolgozott, például James Chadwick, Ch. D. Ellis, F. W. Aston, P. M. S. Blackett, később J. D. Cockroft, E. T. S. Walton és Pjotr Kapica. A következő években több más elem atommagját is sikerült alfa-részecskékkel bombázva átalakítaniuk. Az eredményeket a Philosophical Magazine folyóiratban publikálták.
1920-ban megsejtette, hogy még egy részecskének kell lennie – utóbb ez vezetett a neutron felfedezéséhez. A laboratórium vezetőjeként azonban nem annyira saját kutatásaira összpontosított, mint inkább a fiatal munkatársak segítésére és eredményeik menedzselésére. Emellett rengeteg előadást tartott kül- és belföldön egyaránt, a legkülönbözőbb tudományos társaságokban. Különböző tisztségeket is viselt, így például 1925–1930 között a Royal Society elnöke volt.
1930. december 23-án, negyedik gyermekének születése után embóliában meghalt lánya, Eileen.
1931. január 1-én báró rangot kapott (Baron Rutherford of Nelson – Nelson, Új-Zéland és Cambridge lordja). Címerébe egy kivi, egy maori és két egymást metsző görbe került – ez utóbbi első nagy felfedezésére, a radioaktív anyagok bomlására és egymásba átalakulására utal.
Az 1930-as évek elején a Cavendish Laboratóriumban egymást követték a nagy felfedezések, Rutherford pedig a laboratórium vezetése és egyéb társadalmi elkötelezettségei mellett az újonnan alakult akadémiai segélybizottság elnökeként a Hitler hatalomátvétele után Németországból menekülő zsidók fogadását szervezte.
1937 nyarán jelent meg utolsó könyve, az Új alkímia, az elemek átalakításáról szerzett ismeretek összefoglalása. A télen Indiába kívánt utazni egy kongresszusra, de október 14-én váratlanul rosszul lett, és kórházba szállították. Kizáródott sérvvel megoperálták, de a bélgyulladás okozta vérmérgezésben meghalt. A Westminsteri apátságban nyugszik, közel Isaac Newtonhoz és Kelvinhez.

## Jellemzése
Mokány, erős ember volt; az atyja lentilolójában töltött korai évek megedzették. Londonba kerülve sokáig nem tudta levetkőzni gyarmati származása miatt érzett kisebbrendűségi komplexusát, ami félénkké, bizonytalanná és visszahúzódóvá tette. Fiatalon ráadásul egyvégtében anyagi gondokkal küzdött. Emiatt meglehetősen rámenősen próbálta találmányait értékesíteni, ami visszatetszést keltett tősgyökeres brit és zömmel jómódú brit kollégáiban.
Miután befutott és megfellebbezhetetlen szaktekintéllyé vált, előtérbe került személyiségének közvetlen, harsány része. Uralta a beszélgetéseket, hangja bezengte a folyosókat — egy diákja „törzsfőnöknek” nevezte el. Olykor-olykor körbejárta a laboratóriumokat, és ordítva, hamisan énekelte az „Előre, keresztény katonák” kezdetű dalt. Immár biztos volt magában és a világban elfoglalt helyében; pocakja kikerekedett. Diákjaival nyugodtan, nyájasan, atyáskodva bánt. Chaim Weizmann, akivel összebarátkozott, később így jellemezte:
„Fiatal volt, erőteljes és szilaj. Az ember bármit kinézett volna belőle, csak azt nem, hogy tudós. Élénken tudott beszélgetni az égvilágon bármiről; gyakran úgy is, hogy fogalma sem volt a témáról. Ahogy jött lefelé ebédelni az étkezőbe, barátságos, zengő hangját már messziről hallani lehetett… kedves ember volt, de a hülyéket nehezen viselte el.” Gyorsan vett magának egy házat, és az igazán vidám hellyé vált: szombaton és vasárnap vacsorára, emellett vasárnap teázni gyűltek össze barátai, illetve tanítványai — a teázást gyakran autós kirándulás követte a cheshire-i utakon. Szeszes ital nem volt a házban, mert Mary Rutherford azt helytelenítette, és a dohányzást is csak azért tűrte meg, mert férje erős dohányos volt — cigarettázott és pipázott is.
Költségvetési ügyekben rigorózusan tartózkodóvá vált: nem fogadott el támogatást se iparvállalatoktól, se magánszemélyektől. Meggyőződéssel vallotta, hogy a kísérleti berendezéseket mindig össze lehet „madzag és pecsétviasz” módszerrel barkácsolni — ezek tervezésében és készítésében rendkívül ötletesnek bizonyult. James Chadwick szerint „bámulatos lángelme volt”, aki érdeklődő természetét a legnagyobb sikerek idején is meg tudta őrizni. C. P. Snow szerint „egyetlen kutató se követett el kevesebb hibát”, mint ő, és „az egyetlen olyan eset, amikor csalhatatlan megérzése különös módon kudarcot vallott”, 1933-ban volt, amikor nyilvánosan kijelentette, hogy az atommagból felszabadítható ugyan energia, de ez sosem lesz ipari méretekben, gazdaságosan megoldható. Amikor Szilárd Leó elment hozzá a láncreakció ötletével, egyszerűen kidobatta.
Nem vállalt „külsős” állásokat, és ezt várta el munkatársaitól is. Amikor tanítványát, Pjotr Kapicát egy vállalat szerződött tanácsadónak kívánta alkalmazni, Rutherford leszögezte, hogy nem szolgálhatja egyszerre az Urat és Mammont.

## Elismerései
- Rumford-érem (1904)
- Nobel-díj (1908)
- Barnard-érem (1910)
- Elliott Cresson-érem (1910)
- Matteucci-érem (1913)
- Hector-emlékérem (1916)
- Copley-érem (1922)
- Franklin-érem (1924)
- Albert-érem (1928)
- Faraday-érem (1930)
- Wilhelm Exner-érem (1936)

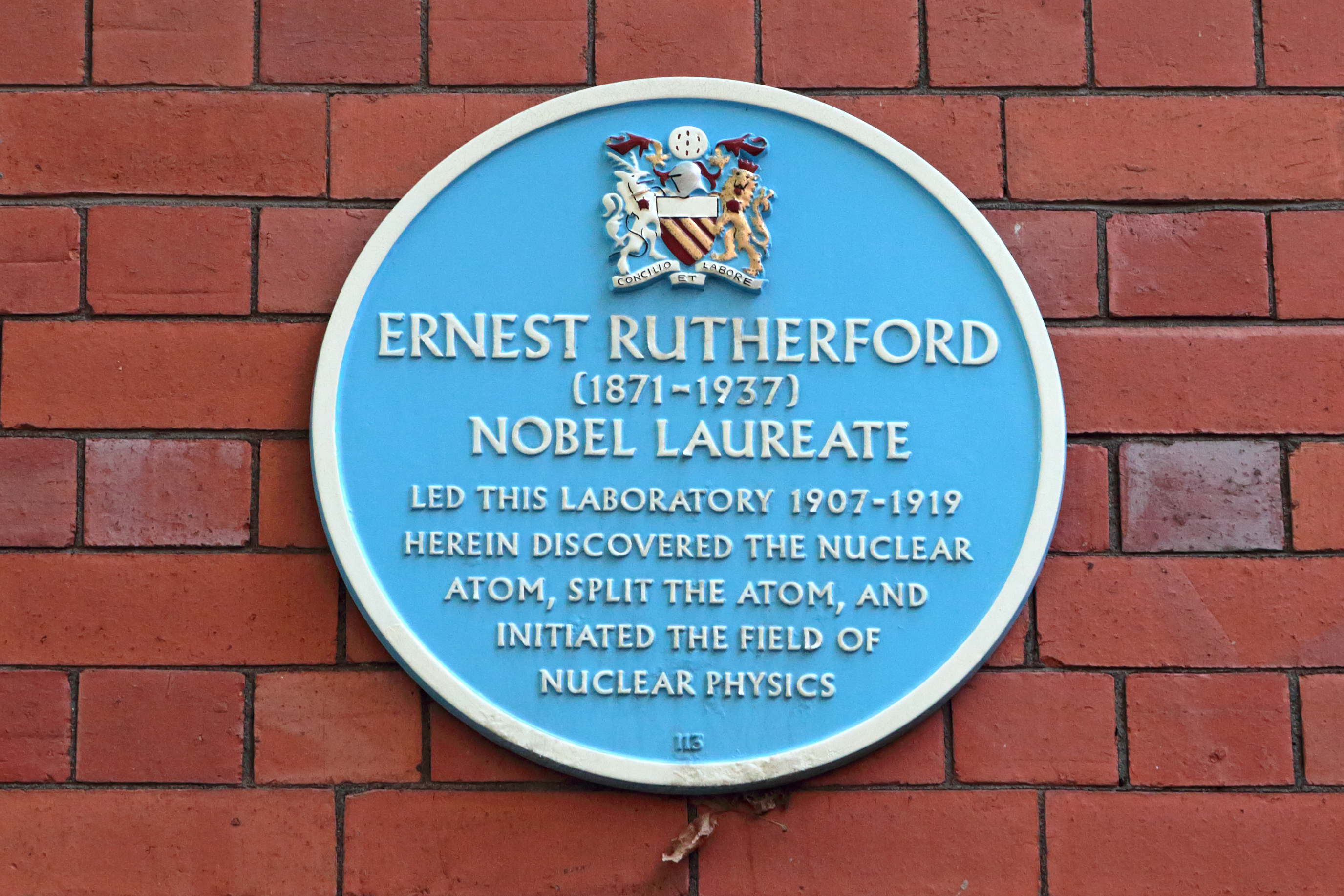
Rutherford emléktáblája a Manchesteri Egyetemen

Róla nevezték el a raderfordium elemet és a radioaktivitás egyik (mára elavult) mértékegységét (egy rutherford – Rd – egy megabecquerellel volt egyenlő). Nagy-Britanniában és Új-Zélandon több felsőoktatási intézmény, kutatóintézet és tudományos díj viseli a nevét.

## Könyvei
- Radio-activity (1904), 2nd ed. (1905), ISBN 978-1-60355-058-1
- Radioactive Transformations (1906), ISBN 978-1-60355-054-3
- Radioactive Substances and their Radiations (1913)[17] (Ch. D. Ellis-szel közösen)
- The Electrical Structure of Matter (1926)
- The Artificial Transmutation of the Elements (1933)
- The Newer Alchemy (1937)

### Magyarul
- Az új alkémia. Az atomkutatás módszerei és eredményei, illusztrációkkal; ford., bev., függelék Komjáthy Aladár; Bibliotheca, Bp., 1945